# ユーライフ
株式会社ユーライフ（英: U-LIFE CO.,LTD.）は、かつて存在し、愛知県稲沢市本社を置いたユニーグループのデベロッパーである。
2016年（平成28年）、親会社ユニーグループ・ホールディングス株式会社の構造改革に伴い、同社の子会社「ユニー株式会社」に吸収合併され、会社としては消滅・解散した。

## 概要
ユニーグループの総合不動産会社として、店舗開発や店舗賃貸事業のほか、賃貸マンション事業および不動産の活用提案・売買・仲介業などを行っていた。
このうち、店舗賃貸事業ではピアゴ ラ フーズコア、夢屋書店のほか、大曽根地下街「OZ garden」の管理も行っていた。
近年では新たな企画として高齢化社会に合わせた、「医・食・住」を兼ね備えた複合施設の開発を始めていた。
吸収合併後は、ユニー株式会社内の「開発・テナント本部開発部ユーライフ部」として営業を始めた。

## 沿革
- 1973年（昭和48年） - 住居関連品の販売会社、株式会社ユーライフ設立（のちに定款変更し、デベロッパー事業を行う）
- 1975年（昭和50年）3月25日 - 現在の主な業務内容の前身である、株式会社ユニーハウジングを設立
- 1979年（昭和54年）5月 - 本店を名古屋市中村区名駅二丁目45番19号に移転
- 1980年（昭和55年）2月21日 - 旧・株式会社ユーライフと合併し、新・株式会社ユーライフとなる
- 1980年（昭和55年）5月 - 本店を名古屋市中村区名駅三丁目26番8号に移転
- 1993年（平成5年）11月 - 本店を稲沢市天池五反田町1番地に移転
- 2006年（平成18年）12月20日 - 財団法人名古屋都市整備公社よりOZ gardenの運営受託
- 2007年（平成19年）5月 - 東京事務所を開設
- 2012年（平成24年）2月 - 東京事務所を閉鎖
- 2016年（平成28年）
  - 2月23日 - 宅地建物取引業廃業
  - 5月21日 - ユニー株式会社に吸収合併され解散[3]

## 賃貸店舗
下記は、吸収合併時点のデータのままを記載する。
- ピアゴ ラ フーズコア神野店
- ピアゴ ラ フーズコア萱場店
- ピアゴ ラ フーズコア黒川店・VITA黒川
- ピアゴ中村店
- ULパーク中村大門町
- ゲオ小牧西店 （旧・夢屋書店小牧西店（2012年8月31日閉店済））
- スギ薬局宝町店 （旧・夢屋書店知立宝町店（2012年9月16日閉店済））
- 夢屋書店西春店（2013年11月10日閉店済）
- SUZUTAN:COVERY尼崎店 （旧・鈴丹尼崎店）
- アピタタウンけいはんな
- OZgarden（大曽根地下街）
- ゴールドエイジさくらんぼ藤沢 （住宅型有料老人ホーム）

## 賃貸マンション
下記は、吸収合併時点のデータのままを記載する。
- カーサビアンカ東岡崎 （旧ユニー東岡崎店跡に建設）
- カーサビアンカ黒川 （旧ユニー黒川店跡に建設、ピアゴ ラ フーズコア黒川店と医療・介護モールが入居する複合施設）
- ゴールドエイジ藤沢　（旧ライフコート長後、旧ピアゴ長後店跡に建設、運営はゴールドエイジ株式会社に委託）
- ゴールドエイジ藤枝　（旧ライフコート藤枝白子、旧ユニー藤枝白子店跡に建設、運営はゴールドエイジ株式会社に委託）[4]
- ユーライフメゾンみなみの風　（旧夢屋書店西春店跡に建設、サービス付き高齢者向け住宅）